# 畑中 (青梅市)
畑中（はたなか）とは、東京都青梅市にある地名。現行行政地名は畑中一丁目から畑中三丁目。郵便番号は198-0061。

## 概要
市域中央部に位置する。万年橋を渡ると青梅市の中心街へ通じる。

## 地理
北部は多摩川に面し、南部は山地になっている。

## 歴史
「吉野村の歴史」を参照。
- 1889年（明治22年）4月1日 - 町村制施行により、下村三郷、畑中村、日影和田村、柚木村が合併し神奈川県西多摩郡吉野村が成立する。畑中村は大字畑中となる。
- 1893年（明治26年）4月1日 - 西多摩郡が南多摩郡、北多摩郡とともに東京府へ編入する。
- 1943年（昭和18年）7月1日 - 東京都制施行。
- 1955年（昭和30年）4月1日 - 三田村、小曽木村、成木村とともに青梅市へ編入する。大字畑中は吉野地区に属する。
- 1967年（昭和42年）6月 - 梅郷地区に新町区域指定、町名変更実施。大字畑中は畑中一丁目から畑中三丁目に変更[7]。

## 世帯数と人口
2021年（令和3年）3月1日現在の世帯数と人口は以下の通りである。
| 町丁       | 世帯数    | 人口    |
| ---------- | --------- | ------- |
| 畑中一丁目 | 346世帯   | 742人   |
| 畑中二丁目 | 405世帯   | 869人   |
| 畑中三丁目 | 454世帯   | 980人   |
| 計         | 1,205世帯 | 2,591人 |

## 小・中学校の学区
市立小・中学校に通う場合、学区は以下の通りとなる。
| 町名 | 小学校             | 中学校           |
| ---- | ------------------ | ---------------- |
| 全域 | 青梅市立第五小学校 | 青梅市立西中学校 |

## 公共機関

### 警察
- 青梅警察署畑中駐在所

### 消防
- 青梅市消防団分団[9]
  - 第四分団 - 梅郷地区

### 公園
- 畑中公園
- 畑中戸山田公園

## 学校教育

### 保育園
私立
- 畑中保育園

## 交通
- 国道411号（吉野街道）
- 東京都道45号奥多摩青梅線

都営バスのバス路線があり、JR青梅線・青梅駅へのアクセスも容易である。

## 社寺

### 神社
- 畑中神社
- 熊野神社

### 寺院
- 地蔵院